# غریبان
غریبان (به ترکی آذربایجانی: Gariban) یک منطقهٔ مسکونی در جمهوری آذربایجان است که در شهرستان خیزی واقع شده‌است.